# 서울 청룡사 석 삼불상
서울 청룡사 석 삼불상(서울 靑龍寺 石 三佛像)은 서울특별시 종로구 숭인동, 청룡사에 있는 조선시대의 불상이다. 2005년 12월 29일 서울특별시의 유형문화재 제207호 청룡사 석조삼불상(靑龍寺 石造三佛像)로 지정되었다가, 2009년 6월 4일 청룡사 석 삼불상(靑龍寺 石 三佛像)으로 문화재 지정명칭이 변경되었다.

## 개요
청룡사 불상은 현재 서울 청룡사 주지실에 보관 중인 석조삼존불로서, 최근 향좌측 불상 대좌 아래에서 발견된 조성발원기에 의하여 1902년(광무 6)에 개금, 도분(塗粉)하여 삼각산 청룡사 대웅전에 봉안하였음이 밝혀졌다. 전하는 바에 의하면 강원도 철원 심원사에서 모셔온 것이라 전하는데, 불상의 크기와 재질(불석), 양식 등으로 볼 때 천불상 중의 일부분으로 보이며, 수인과 착의법에서 약간의 차이를 제외하고는 크기와 형식, 양식 등이 동일하여 함께 조성된 것으로 추정된다.
전체적으로 신체에 비해 얼굴이 큰 편이지만 삼각형을 이루는 안정감있는 자세와 조형성에서 조선후기 불상의 특징을 보여주는 작품으로 사료된다. 향좌측 상에서 발견된 발원기에 의하면 1902년에 새로 개금을 하고 도분(塗粉)을 하였으며 조선말기 경기도지역을 중심으로 활동하던 화승인 한봉 창엽(漢峰 瑲曄)이 금어로 참여한 것으로 볼 때 이 불상의 조성연대는 1902년 이전인 19세기 후반경으로 추정된다.
이 3구의 석불상은 천불상 중의 일부로 조선말기 불상의 전형적인 양식을 보여주는 작품이다. 이와 함께 향좌측상에서 발견된 불상발원문에 의해 불상의 개금 및 도분연대(1902년), 제작자(한봉 창엽), 봉안처(청룡사 대웅전) 등이 밝혀져 있어 불상의 조성과 개금,봉안경위 등을 알 수 있는 중요한 불상이라 생각한다. 이에 서울시 유형문화재로 지정하여 보호할 필요가 있다.

## 참고 자료
- 청룡사 석 삼불상 - 국가유산청 국가유산포털